# باري ماركوس
باري ماركوس (بالهولندية: Barry Markus)‏ (و. 1991  م) هو راكب دراجة هوائية، من مملكة هولندا، ولد في أمستردام، شارك في طواف إسبانيا، وطواف إسبانيا 2013.

## سباقات أو مراحل فاز بها
| التاريخ        | السباق                                              | المركز                                                                    |
| -------------- | --------------------------------------------------- | ------------------------------------------------------------------------- |
| 12 أبريل 2009  | Paris-Roubaix Juniors 2009                          | المركز الثالث                                                             |
| 05 يوليو 2009  | 2009 European Road Cycling Championships Men U19 RR | المركز الثاني                                                             |
| 01 يناير 2011  | دوربينوكلوب روكفين 2011                             | الفائز في التصنيف العام                                                   |
| 01 يناير 2011  | ستير فان زوول 2011                                  | الفائز في التصنيف العام                                                   |
| 03 أبريل 2011  | 2011 Grand Prix de la ville de Nogent-sur-Oise      | المركز الثاني                                                             |
| 16 أبريل 2011  | روند فان درينثي 2011                                | العاشر في التصنيف العام                                                   |
| 09 مارس 2012   | دفارز دور درينثي 2012                               | المركز الثاني                                                             |
| 03 أبريل 2013  | شيلدبرايش 2013                                      | المركز الثالث                                                             |
| 11 أغسطس 2013  | سباق النرويج 2013                                   | العاشر في التصنيف العام، الرابع في تصنيف النقاط، الخامس في تصنيف أفضل شاب |
| 21 أبريل 2014  | روند أم كولن 2014                                   | المركز الثاني                                                             |
| 15 مارس 2015   | دفارز دور درينثي 2015                               | المركز الثاني                                                             |
| 03 ديسمبر 2017 | 2017 Omloop van het Waasland                        | المركز الثالث                                                             |

## روابط خارجية
- باري ماركوس على موقع الاتحاد الدولي للدراجات (الإنجليزية)
- باري ماركوس على موقع أرشيف الدراجات (الإنجليزية)
- باري ماركوس على موقع إحصائيات الدراجات الإحترافية (الإنجليزية)
- باري ماركوس على موقع نسبة الدراجات (الإنجليزية)
- باري ماركوس على موقع CycleBase (الإنجليزية)